# Целищев Михайло Іванович
Михайло Іванович Целищев (2 грудня 1898, село Шалегово Орловського повіту Вятської губернії, тепер Оричівського району Кіровської області, Російська Федерація — 21 квітня 1938, Москва, тепер Російська Федерація) — радянський державний діяч, заступник народного комісара важкої промисловості СРСР. Депутат Верховної Ради СРСР 1-го скликання.

## Життєпис
Народився в родині бляхара. З серпня 1909 по червень 1916 року — учень Орловського реального училища Вятської губернії.
У серпні 1916 — січні 1917 року — переписувач, реєстратор Орловського повітового земського управління Вятської губернії.
У січні — травні 1917 року — курсант Олександрівського військового училища в Москві.
У травні — жовтні 1917 року — прапорщик 18-го Сибірського полку російської армії в місті Томську.
Член РСДРП(б) з серпня 1917 року.
У жовтні 1917 — листопаді 1918 року — голова Левшинського міськрайонного комітету РКП(б) Пермської губернії; заступник голови виконавчого комітету Пермської повітової ради; надзвичайний уповноважений з евакуації Нитвенського та Південно-Камського заводів Пермської губернії.
У січні — липні 1919 року — голова виконавчого комітету Орловської повітової ради Вятської губернії.
У серпні — жовтні 1919 року — голова виконавчого комітету Пермської повітової ради.
У жовтні 1919 — листопаді 1920 року — начальник робітничо-селянської інспекції Уральського військового округу РСЧА в місті Єкатеринбурзі.
У листопаді 1920 — червні 1921 року — начальник польової робітничо-селянської інспекції Кавказького фронту РСЧА в місті Ростові-на-Дону.
У серпні 1921 — лютому 1922 року — уповноважений Народного комісаріату робітничо-селянської інспекції РРФСР по Південному Сході Росії та член евакуаційної ради Південного Сходу Росії в місті Ростові-на-Дону.
У лютому — грудні 1922 року — уповноважений Народного комісаріату робітничо-селянської інспекції РРФСР по Північно-Біломорській області в місті Архангельську.
У грудні 1922 — березні 1923 року — тво. керуючого адміністративною інспекцією Народного комісаріату робітничо-селянської інспекції РРФСР.
У березні 1923 — квітні 1927 року — уповноважений Народного комісаріату робітничо-селянської інспекції СРСР по Далекому Сході, заступник голови Далекосхідного ревкому і крайвиконкому, заступник голови Далекосхідної крайової планової комісії в Читі та Хабаровську.
У травні 1927 — листопаді 1929 року — член президії, голова секції оборони та голова кон'юнктурної ради Державної планової комісії при РНК РРФСР.
У листопаді 1929 — грудні 1930 року — начальник Головного управління комунального господарства «Головкомгосп» НКВС РРФСР.
У січні 1931 — квітні 1933 року — заступник народного комісара праці РРФСР.
У травні 1933 — квітні 1934 року — заступник голови виконавчого комітету Одеської обласної ради.
У квітні 1934 — лютому 1936 року — завідувач сектора кольорової та золотої промисловості промислового відділу ЦК ВКП(б).
У лютому 1936 — вересні 1937 року — заступник завідувача промислового відділу ЦК ВКП(б).
У вересні 1937 — березні 1938 року — заступник народного комісара важкої промисловості СРСР.
У березні — 21 квітня 1938 року — 1-й заступник народного комісара важкої промисловості СРСР.
Помер 21 квітня 1938 року в Москві. Похований в колумбарії Новодівочого цвинтара Москви.